# 清澄山道ループ橋
清澄山道ループ橋（きよすみさんどうループきょう）は、千葉県鴨川市にある千葉県道81号市原天津小湊線のループ橋。2021年9月13日に開通した房総半島初のループ橋。

## 概要
千葉県道81号市原天津小湊線は京葉地域と外房を結ぶ幹線道路であるとともに、清澄山や養老渓谷等への観光道路の機能も有する道路であるが、従来の道路は狭隘で急カーブが多く、渋滞時などすれ違い困難な状態にあった上、急峻で降雨の影響を受けやすい地形であった。そのため、災害に強い安全・安心なルートを確保するため坂本工区として、2.7 kmの区間が1991年（平成3年）度に事業化され、当初は、2010年（平成22年）度までを事業年度として計画されていた。
2000年（平成12年）度までに、起点からループ橋手前までの980 mと、終点側の800 mの工事が終了し供用が開始され、2001年（平成13年）度からループ橋の工事に着手したところであったが、その後の進捗が思わしくない状況であったことから、地元の鴨川市は千葉県へ早期完成を要望していた。
未供用だったループ橋を含む区間は、事業化から途中中断を経て、20年を経過した2021年（令和3年）9月13日に開通した。この間、バイパス全体では約36億円、うちループ橋には約11億円が投じられた。

## 諸元
- 所在地：鴨川市天津[1]
- 事業延長：2.7 km[1]
- 橋梁延長：192 m[3]
- 幅員：7.5 m（車道6.0 m）[1]
- 車線数 : 2車線[1]